# Juan Bautista Ramírez de Arellano y Almansa
Juan Bautista Ramírez de Arellano y Almansa (Almagro ¿1620? - d. de 1680) fue un doctor en cirugía del siglo XVII.

## Biografía
Natural de Almagro, provincia de Ciudad Real, consiguió el doctorado en la Universidad de Zaragoza y fue un famoso cirujano muy solicitado en Ciudad Real y toda La Mancha. Escribió Cirugía, ciencia y méthodo racional, teórica y práctica, de las curaciones en el cuerpo humano, pertenecientes a la ciencia de cirugía; con el tratado de pronósticos, medicamentos, morbo gálico y observaciones à planta pedis usque ad verticem capitis, practicadas en el discurso de cuarenta años en las más célebres ciudades de España; por el médico y cirujano D. Juan Bautista Ramírez de Arellano y Almansa (Madrid, Antonio González de Reyes, 1680) un volumen en cuarto que trata en capítulos especiales de las cosas naturales y preternaturales; de los tumores, de los apostemas, úlceras, de las fracturas, de los medicamentos y del morbo gálico. Incluye un "Tratado de las Heridas penetrantes de pecho" desde el fol. 177. En la parte final menciona varios casos particulares en los que intervino.

## Obras
- Cirugía, ciencia y méthodo racional, teórica y práctica, de las curaciones en el cuerpo humano, pertenecientes a la ciencia de cirugía; con el tratado de pronósticos, medicamentos, morbo gálico y observaciones à planta pedis usque ad verticem capitis, practicadas en el discurso de cuarenta años en las más célebres ciudades de España; por el médico y cirujano D. Juan Bautista Ramírez de Arellano y Almansa (Madrid, Antonio González de Reyes, 1680)